# Masahiro Chono
Masahiro Chono (Chōno Masahiro?, 蝶野正洋; Seattle, 17 settembre 1963) è un ex wrestler giapponese naturalizzato statunitense noto per la sua permanenza durata 26 anni nella New Japan Pro-Wrestling. In qualità di leader di NWO Japan, Team 2000 e Black New Japan, a partire dal 1994 fu il lottatore heel di punta della federazione, quando adottò la sua gimmick ispirata alla Yakuza.

## Carriera

### New Japan Pro Wrestling

#### Primi anni (1984–1989)
Chōno debuttò nel 1984 in un match contro Keiji Muto nella New Japan Pro-Wrestling a uno show svoltosi a Saitama, Giappone. Nel 1987, sconfisse Shinya Hashimoto aggiudicandosi la Young Lions Cup. Dopo aver vinto il torneo, andò temporaneamente in Europa, per lottare nella Catch Wrestling Association di Otto Wanz.
Dopo qualche tempo passato in Europa, Chono si trasferì in Nord America, dove lottò in territori controllati dalla NWA. Combatté anche in Canada e a Porto Rico, dove insieme a Hashimoto e Muto formò i "Tre Moschettieri" (闘魂三銃士, Tōkon Sanjūshi).
Nel luglio 1988 Chono tornò in Giappone a lavorare part-time nella NJPW. Nuovamente negli Stati Uniti nell'ottobre 1988, fece coppia con Mike Davis nella Continental Championship Wrestling (CCW), all'epoca rinominata Continental Wrestling Federation (CWF), e vinse il titolo di coppia della federazione insieme a Davis nel tag team The Japanese Connection.
Nell'aprile 1989, prese parte al torneo IWGP Heavyweight Championship, svoltosi al Tokyo Dome; Chono perse ai quarti contro il vincitore finale del torneo e nuovo campione Big Van Vader. Durante questo periodo, tornò sporadicamente negli Stati Uniti in occasione di qualche match, e lottò anche in Australia.

#### Ascesa al successo (1989–1994)
Dopo il suo ritorno nella New Japan nell'ottobre 1989, il 10 febbraio 1990, Chono lottò nel main event dell'evento NJPW svoltosi al Tokyo Dome, in coppia con Shinya Hashimoto contro Antonio Inoki & Seiji Sakaguchi. Il 27 aprile successivo vinse l'IWGP Tag Team Championship insieme a Muto, e il 26 dicembre sconfisse il suo mentore, Lou Thesz, quando Thesz uscì dal ritiro per combattere un ultimo match. L'anno seguente, Chono cementò il proprio status di main eventer con una spettacolare performance al primo torneo G1 Climax, aggiudicandosi la vittoria finale dopo un match con Muto durato mezz'ora.
Chono vinse nuovamente il torneo nel 1992, aggiudicandosi anche l'NWA World Heavyweight Championship sconfiggendo Rick Rude nella finale del torneo per l'assegnazione del titolo. Da allora, vinse il torneo altre tre volte. Il 23 settembre 1992, Chono subì un serio infortunio al collo subendo un Tombstone Piledriver eseguito maldestramente mentre difendeva il titolo NWA World Heavyweight contro Steve Austin. Il 4 gennaio 1993, perse la cintura NWA in favore del campione IWGP Heavyweight The Great Muta in un Title vs. Title Match. Nel 1993, partecipò al suo terzo torneo G1 Climax, perdendo in semifinale con Hiroshi Hase. Nel gennaio 1994, ricevette l'opportunità di vincere l'IWGP Heavyweight Championship sfidando Shinya Hashimoto, ma perse l'incontro. Nell'agosto 1994, Masahiro vinse per la terza volta il torneo G1 Climax, sconfiggendo Power Warrior in finale.

#### nWo Japan & Team 2000 (1994–2004)
Poco tempo dopo aver vinto il suo terzo G1 Climax, Chono effettuò un turn heel. Da beniamino del pubblico durante il suo regno da campione NWA, Masa divenne uno dei wrestler più odiati della compagnia, infuriato dalla decisione presa dai vertici dirigenziali della federazione di concedere una possibilità a Power Warrior di lottare per l'IWGP Heavyweight Championship prima di lui, che aveva vinto il torneo. Cambiò anche immagine oltre che atteggiamento, adottando una gimmick di affiliato della yakuza, con tanto di occhiali scuri e completi gessati.
L'alleanza tra Chono, Hiroyoshi Tenzan e Hiro Saito diede vita al "Team Wolf" fornendo così le basi per la nascita dell'nWo Japan nella NJPW. In qualità di leader di questa stable giapponese affiliata alla casa madre, nel dicembre 1996 Chono entrò a far parte della nWo statunitense nella World Championship Wrestling (WCW). In seguito entrò anche nel Team 2000. In un match contro Bill Goldberg, presumibilmente, Chono lottò in maniera "shot" (quindi "realmente") e si dislocò una spalla.
Al suo ritorno in Giappone, Chono tornò nella NJPW, dove ottenne altri traguardi. Egli vinse i titoli IWGP Tag Team in sei diverse occasioni, e nel 1998 si aggiudicò anche il prestigioso IWGP Heavyweight Title. Nel 2002, Chono vinse per la quarta volta il torneo G1 Climax ed ebbe un breve e memorabile feud con Chyna. In questo periodo, cominciò anche l'attività di booker per la NJPW. Nel 2003, lottò per breve tempo nella Pro Wrestling NOAH e fu sconfitto dal campione GHC Kenta Kobashi il 2 maggio dello stesso anno. Il 13 ottobre, perse contro Hulk Hogan.

#### Black New Japan & ChoTen (2004–2007)
All'inizio del 2004, Chono divenne il leader della Black New Japan, che risultò essere la maggiore stable heel nella NJPW dell'epoca fino a quando non venne sciolta da Riki Choshu. Come reazione a questo, Chono costituì una "Anti-Choshu Army" insieme a Hiroyoshi Tenzan e Black Strong Machine. Egli vinse il torneo 2005 G1 Climax per la quinta volta, record che gli fece guadagnare il soprannome "Mr. August" (dato che tale manifestazione si svolgeva abitualmente nel mese di agosto).
Il 30 ottobre 2005, Masahiro Chono e Tenzan sconfissero Shinsuke Nakamura e Hiroshi Tanahashi aggiudicandosi il quinto titolo IWGP Tag Team Championship. La coppia si ribattezzò Cho-Ten, dalle iniziali dei rispettivi cognomi. Furono privati delle cinture alla fine del 2006 dopo essersi divisi. Sempre nel 2006 Masahiro Chono formò una stable con Shinsuke Nakamura denominata "Chono & Nakamura-gun", che iniziò una rivalità con il nuovo gruppo di Tenzan, il "GBH".

#### Legend (2007–2010)

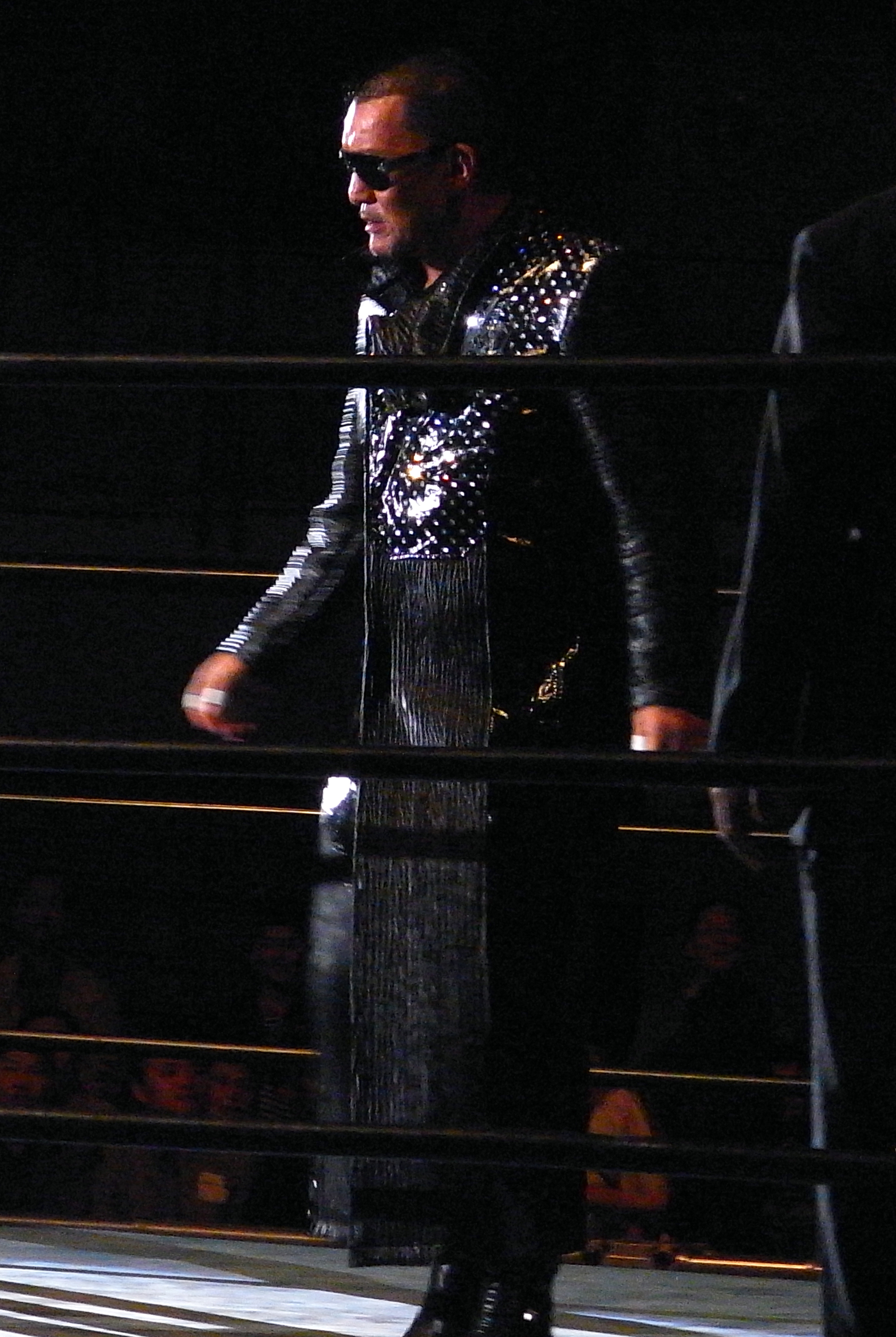
Chono nel novembre 2010

Chono continuò a lottare a tempo pieno nel 2007, ma iniziò anche l'attività di promoter, con la New Japan che gli permise di organizzare alcuni show in varie regioni del Giappone. Dopo il 2007 G1 Climax, sembrò possibile che Chono potesse uscire dalla fazione BLACK per formare la stable Legend, con wrestler quali Riki Choshu, Jushin Thunder Liger, Shiro Koshinaka, e AKIRA.
Nel gennaio 2010 fu riportato che Chono avrebbe abbandonato la New Japan per diventare un lottatore indipendente, dopo aver trascorso gran parte della sua carriera con la compagnia.

### All Japan Pro Wrestling (2013–2014)
Nel gennaio 2013 Chono firmò per la All Japan Pro Wrestling (AJPW).
Il 25 agosto 2013, lottò in coppia con Joe Doering e sconfisse KENSO e il presidente della AJPW Nobuo Shiraishi in un match di esibizione.
Nel 2014 Chono lasciò la AJPW.

### Semi-ritiro e ritiro (2014–2023)
Dopo il breve periodo nella AJPW Chono lottò una sola volta in otto anni: un six man tag team match nella Dotonbori Pro Wrestling, il 13 aprile 2014. Insieme a Daisuke Masaoka e Hayata fu sconfitto da Super Delfin, Hub e Gran Hamada. Sin dal 2014, le apparizioni di Chono si sono limitate a ruoli non attivi come commentatore, talk show e apparizioni speciali. In un'intervista del 2017 non escluse completamente la possibilità di un ritorno sul ring, ma ritenne che sarebbe stato improbabile a causa dei vari infortuni. Nel 2021 rivelò di aver sofferto di stenosi spinale e di essersi sottoposto a un intervento chirurgico, che ha avuto successo.
Nel corso di un'intervista del 2022, Chono discusse del fatto che Keiji Muto gli aveva chiesto di avere con lui il suo incontro di ritiro, ma che egli non era sicuro di poter lottare. Il 21 febbraio 2023, Chono fu sfidato a un match improvvisato da Muto durante lo show Keiji Muto Grand Final Pro-Wrestling "Last" Love svoltosi al Tokyo Dome. Chono uscì vincitore e subito dopo annunciò il suo ritiro definitivo dal ring.

## Riferimenti in altri media
- Nel 2017 Chono è apparso come membro di una gang nel videogioco Yakuza Kiwami 2, insieme a Genichiro Tenryu, Keiji Muto, Riki Choshu e Tatsumi Fujinami.[9]

## Personaggio

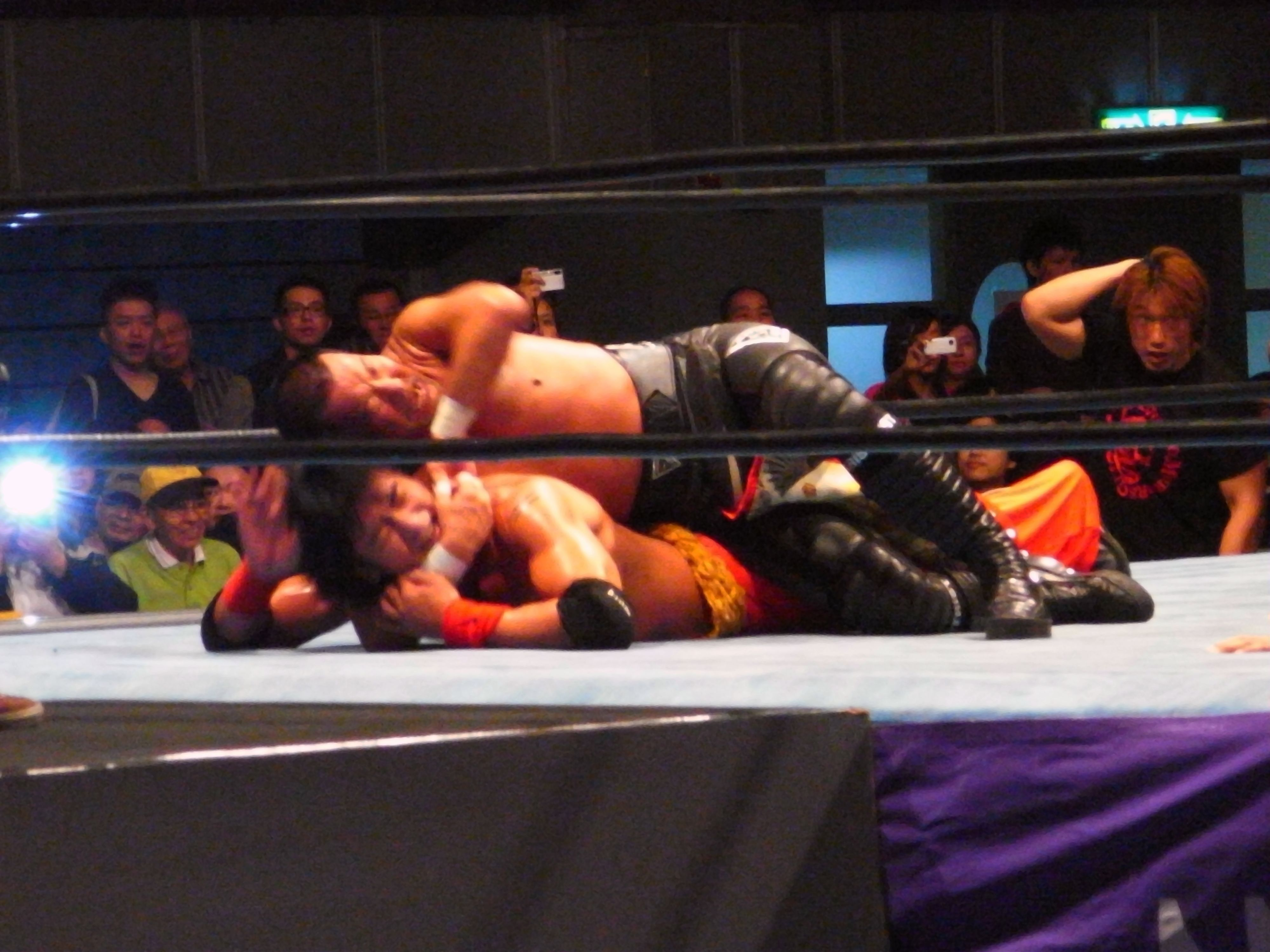
Masashiro Chono esegue la STF

### Mosse finali
- Kenka Kick / Yakuza Kick
- Shining Kenka Kick / Shining Yakuza Kick
- Deathlock STF
- Ganso STF
- FTS
- Stepover Toehold Facelock

### Soprannomi
- "Black Charisma"[10]
- "Mr. G1"
- "Mr. August"

### Manager
- Bill Dundee
- Sonny Onoo[11]

### Wrestler diretti
- Club 7 (Giant Singh & Giant Silva)

## Titoli e riconoscimenti
- Atlantic Grand Prix Wrestling
  - AGPW North American Tag Team Championship (1) – con Bob Brown
- Central States Wrestling / World Wrestling Alliance
  - NWA Central States Television Championship (1)
  - WWA World Heavyweight Championship (1)[12]
- Continental Wrestling Federation
  - CWF Tag Team Championship (1) – con Mike Davis
- Hawai'i Championship Wrestling
  - HCW Kamehameha Heritage World Heavyweight Championship[1] (1)[13]
- New Japan Pro-Wrestling
  - IWGP Heavyweight Championship (1)
  - IWGP Tag Team Championship (7) – con Keiji Muto (2), Hiroyoshi Tenzan (5)
  - NWA World Heavyweight Championship (1)
  - G1 Climax (1991, 1992, 1994, 2002, 2005)[14]
  - G1 Tag League (2006) – con Shinsuke Nakamura
  - Super Grade Tag League (1995) – con Hiroyoshi Tenzan[15]
  - Super Grade Tag League (1997) – con Keiji Muto[15]
  - Teisen Hall Six-Man Tournament (2002) – con Giant Singh & Giant Silva[16]
  - Japan/China Friendship Tournament (1990)[17]
  - Young Lion Cup (1987)[18]
  - Heavyweight MVP Award (2005)[19]
  - Singles Best Bout (2002) vs. Yūji Nagata il 26 ottobre[20]
  - Singles Best Bout (2005) vs. Kazuyuki Fujita il 14 agosto[19]
  - Tag Team Best Bout (2002) con Hiroyoshi Tenzan vs. Manabu Nakanishi & Osamu Nishimura il 5 giugno[20]
  - Tag Team Best Bout (2004) con Katsuyori Shibata vs. Hiroyoshi Tenzan & Shinsuke Nakamura il 24 ottobre[21]
  - NJPW New Year Tag Team Tournament (1990) – con Shiro Koshinaka[22]
- Nikkan Sports
  - Wrestler of the Year (1997)[23]
- Pro Wrestling Illustrated
  - 28º posto nella classifica dei 500 migliori wrestler singoli dei PWI 500 nel 1997[24]
  - 70º posto nella classifica dei migliori 500 wrestler singoli nei "PWI Years" del 2003
- Tokyo Sports
  - Fighting Spirit Award (1991, 2002)[25][26]
  - Outstanding Performance Award (1992)[25]
  - Tag Team of the Year (1990)- con Keiji Muto[25]
  - Tag Team of the Year (1995)- with Hiroyoshi Tenzan[25]
  - Tag Team of the Year (1996)- with Hiroyoshi Tenzan and Hiro Saito[25]
  - Wrestler of the Year (1997)[25]
- Wrestling Observer Newsletter
  - Best Heel (1995)
  - Worst Worked Match of the Year (1992) vs. Rick Rude a Halloween Havoc
  - Wrestling Observer Newsletter Hall of Fame (Classe del 2004)